# Südafrikanische Badmintonmeisterschaft 2023
Die Südafrikanische Badmintonmeisterschaft 2023 fand vom 30. bis zum 31. Oktober 2023 statt

## Sieger und Platzierte
| Disziplin    | Gold                           | Silber                              | Bronze                           |
| ------------ | ------------------------------ | ----------------------------------- | -------------------------------- |
| Herreneinzel | Robert White                   | Jarred Elliott                      | Tak Wing Yu                      |
| Herreneinzel | Robert White                   | Jarred Elliott                      | Cameron Coetzer                  |
| Dameneinzel  | Johanita Scholtz               | Carolien Moll                       |                                  |
| Herrendoppel | Chris Dednam Roelof Dednam     | Cameron Coetzer Robert White        | Nevin George Tak Wing Yu         |
| Herrendoppel | Chris Dednam Roelof Dednam     | Cameron Coetzer Robert White        | Sean Noone Jako Piek             |
| Damendoppel  | Johanita Scholtz Megan De Beer | Deidre Laurens Jordaan Amy Ackerman | Sarah De La Cruz Deborah Godfrey |
| Damendoppel  | Johanita Scholtz Megan De Beer | Deidre Laurens Jordaan Amy Ackerman | Jabu Gininda Cayleen Miller      |
| Mixed        | Jarred Elliott Amy Ackerman    | Robert White Deidre Laurens Jordaan | Rudi Le Roux Sarah De La Cruz    |
| Mixed        | Jarred Elliott Amy Ackerman    | Robert White Deidre Laurens Jordaan | Jako Piek Deborah Godfrey        |